# چان کونگ-وینگ
چان کونگ-وینگ (به انگلیسی: Chan Kwong-wing) (زاده ۱۵ ژوئن ۱۹۶۷)آهنگساز هنگ کنگی و برنده جایزه سیمرغ بلورین بهترین موسیقی متن جشنواره فیلم فجر برای فیلم ملک سلیمان

## فیلم شناسی
- ملک سلیمان
- راه آبی ابریشم
- جکی و خون‌آشامان
- مبارز تای چی

## جوایز
- سیمرغ بلورین بهترین موسیقی متن جشنواره فیلم فجر برای فیلم ملک سلیمان